# النصب التذكاري الوطني لمقبرة الأفارقة
النصب التذكاري الوطني لمقبرة الأفارقة هو نصب تذكاري يقع في شارع دوان وطريق مقبرة الأفارقة (شارع إلك) في قسم المركز المدني ‏ في مانهاتن السفلى، مدينة نيويورك. المبنى الرئيسي هو مبنى تيد فايس الفيدرالي ‏ في 290 برودواي. يحتوي الموقع على بقايا أكثر من 419 إفريقيًا دُفنوا خلال أواخر القرنين السابع عشر والثامن عشر في جزء من أكبر مقبرة في العصر الاستعماري للأشخاص من أصل إفريقي، بعضهم أحرار، ومعظمهم مستعبدون. يقدر المؤرخون أنه ربما كان هناك ما يصل إلى 10000–20000 قبر في ما كان يسمى بمقبرة الزنوج في القرن الثامن عشر. أُطلق على أعمال التنقيب والدراسة في الموقع الذي تبلغ مساحته من خمسة إلى ستة أفدنة اسم "أهم مشروع أثري حضري تاريخي في الولايات المتحدة". يُعد موقع المقبرة أقدم مقبرة أمريكية إفريقية معروفة في نيويورك؛ وتُشير الدراسات إلى أن ما يُقدر بنحو 15000 أمريكي من أصل إفريقي دُفنوا هنا.
سلط الاكتشاف الضوء على التاريخ المنسي للأفارقة المستعبدين في مدينة نيويورك الاستعمارية والفيدرالية، والذين كانوا جزءًا لا يتجزأ من تطورها. وبحلول الحرب الثورية الأمريكية، أصبحوا يشكلون ما يقرب من ربع سكان المدينة. كان في نيويورك ثاني أكبر عدد من الأفارقة المستعبدين في البلاد بعد تشارلستون، بولاية كارولينا الجنوبية. انضم علماء وناشطون مدنيون أمريكيون من أصل إفريقي للترويج لأهمية الموقع والضغط من أجل الحفاظ عليه. تم تعيين الموقع كمعلم تاريخي وطني في عام 1993 ونصب تذكاري وطني في عام 2006 من قبل الرئيس جورج دبليو بوش.
في عام 2003، خصص الكونجرس أموالاً لبناء نصب تذكاري في الموقع ووجه بإعادة تصميم المحكمة الفيدرالية للسماح بذلك. وقد استقطبت مسابقة التصميم أكثر من 60 اقتراحًا. تم افتتاح النصب التذكاري في عام 2007 لإحياء ذكرى دور الأفارقة والأمريكيين الأفارقة في مدينة نيويورك الاستعمارية والفيدرالية، وفي تاريخ الولايات المتحدة. وقد تم أيضًا تكليف العديد من القطع الفنية العامة للموقع. تم افتتاح مركز للزوار في عام 2010 لتقديم تفسير للموقع والتاريخ الأمريكي الإفريقي في نيويورك.

## الأفارقة والأمريكيون الأفارقة في مدينة نيويورك

### الحرب ما قبل الثورة
تم إدخال العبودية إلى منطقة مدينة نيويورك من قبل شركة الهند الغربية الهولندية في نيو نذرلاند حوالي عام 1626 مع وصول بول دي أنغولا، وسيمون كونغو، ولويس غينيا، وجان غينيا، وأسينتو أنغولا، وستة رجال آخرين. تشير أسمائهم إلى موطنهم الأصلي – أنغولا، والكونغو، وغينيا. بعد عامين من وصولهم، وصلت ثلاث عبيد أنغوليات. بشرت هاتان المجموعتان ببداية العبودية في ما سيصبح مدينة نيويورك، والتي استمرت لمدة مائتي عام. أقيم أول مزاد للعبيد في المدينة في عام 1655 في شارع بيرل ووال ستريت – الذي كان يقع آنذاك على نهر إيست. على الرغم من أن الهولنديين استوردوا الأفارقة كعبيد، فقد كان من الممكن لبعضهم أن يحصلوا على الحرية أو "نصف الحرية" خلال فترة الحكم الهولندي. في عام 1643، تقدم بول دي أنغولا ورفاقه بطلب إلى شركة الهند الغربية الهولندية للمطالبة بحريتهم. وقد تمت الموافقة على طلبهم، مما أدى إلى حصولهم على أرض لبناء منازلهم ومزارعهم الخاصة. بحلول منتصف القرن السابع عشر، كانت مزارع السود الأحرار ‏ تغطي مساحة 130 فدانًا حيث ظهر منتزه واشنطن سكوير لاحقًا. تم منح الأفارقة المستعبدين في عبودية المنقولات حقوقًا معينة وتوفير الحماية لهم مثل حظر العقوبة البدنية التعسفية – على سبيل المثال، الجلد.[بحاجة لمصدر]

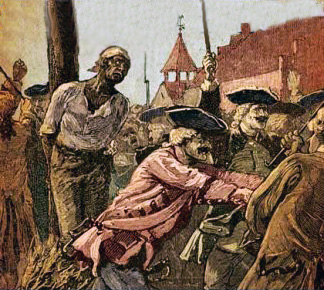
عبد يُحرق على المحك في مدينة نيويورك بعد ثورة العبيد عام 1741. تم حرق ثلاثة عشر عبدًا.

استولى الإنجليز على نيو أمستردام في عام 1664، وأطلقوا على المستوطنة الناشئة اسم نيويورك (نسبة إلى دوق يورك ). لقد قامت الإدارة الجديدة للمدينة بتغيير القواعد التي تحكم العبودية في المستعمرة. في وقت الاستيلاء، كان حوالي أربعين بالمائة من السكان الصغار في نيو أمستردام من الأفارقة المستعبدين. كانت القواعد الجديدة المتعلقة بالعبودية أكثر تقييدًا من تلك التي وضعها الهولنديون، وألغت العديد من الحقوق والحماية السابقة للسكان المستعبدين، مثل حظر العقوبة البدنية التعسفية. في عام 1697، حصلت كنيسة الثالوث على السيطرة على مقابر المدينة وأصدرت مرسومًا يستثني السود من حق الدفن في مقابر الكنيسة. عندما تولت ترينيتي السيطرة على مقبرة البلدية، والتي أصبحت الآن مقبرتها الشمالية، منعت الأفارقة من الدفن داخل حدود المدينة. خلال جزء كبير من القرن الثامن عشر، كانت المقابر الإفريقية تقع خارج الحدود الشمالية للمدينة، والتي كانت تقع خلف ما يُعرف اليوم بشارع تشامبرز ‏.
مع زيادة عدد سكان المدينة، زاد أيضًا عدد السكان الذين يمتلكون العبيد. "في عام 1703، كان 42 بالمائة من الأسر في نيويورك تمتلك عبيدًا، وهو عدد أكبر بكثير من فيلادلفيا وبوسطن مجتمعتين." وكان لدى معظم الأسر التي تمتلك عبيدًا عدد قليل فقط من العبيد، الذين استُخدموا في المقام الأول في الأعمال المنزلية. بحلول أربعينيات القرن الثامن عشر، كان 20 بالمائة من سكان نيويورك من العبيد، أي ما مجموعه حوالي 2500 شخص. كما عمل السكان المستعبدون كحرفيين مهرة وصناع مرتبطين بالشحن والبناء وغيرها من المهن، فضلاً عن كونهم عمالاً. بحلول عام 1775، كان في مدينة نيويورك أكبر عدد من السكان المستعبدين من بين أي مستوطنة في المستعمرات الثلاثة عشر باستثناء تشارلز تاون، بولاية كارولينا الجنوبية، وكان بها أعلى نسبة من الأفارقة إلى الأوروبيين من بين أي مستوطنة في المستعمرات الشمالية.

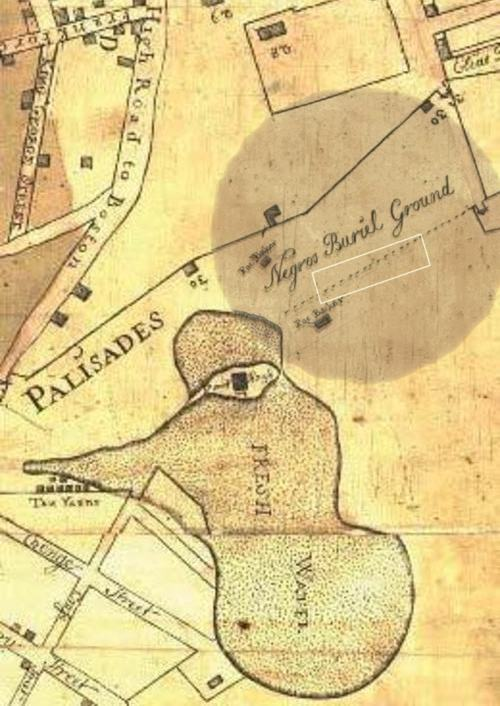
قسم من مخطط ميرشالك لعام 1754 يظهر ('المياه العذبة') ومقبرة نيجروس؛ يحدد المستطيل منطقة الحفريات الأثرية التي أجرتها جامعة هوارد. تم شنق اثنين من العبيد على الأقل في الجزيرة الصغيرة في بركة كوليكت.

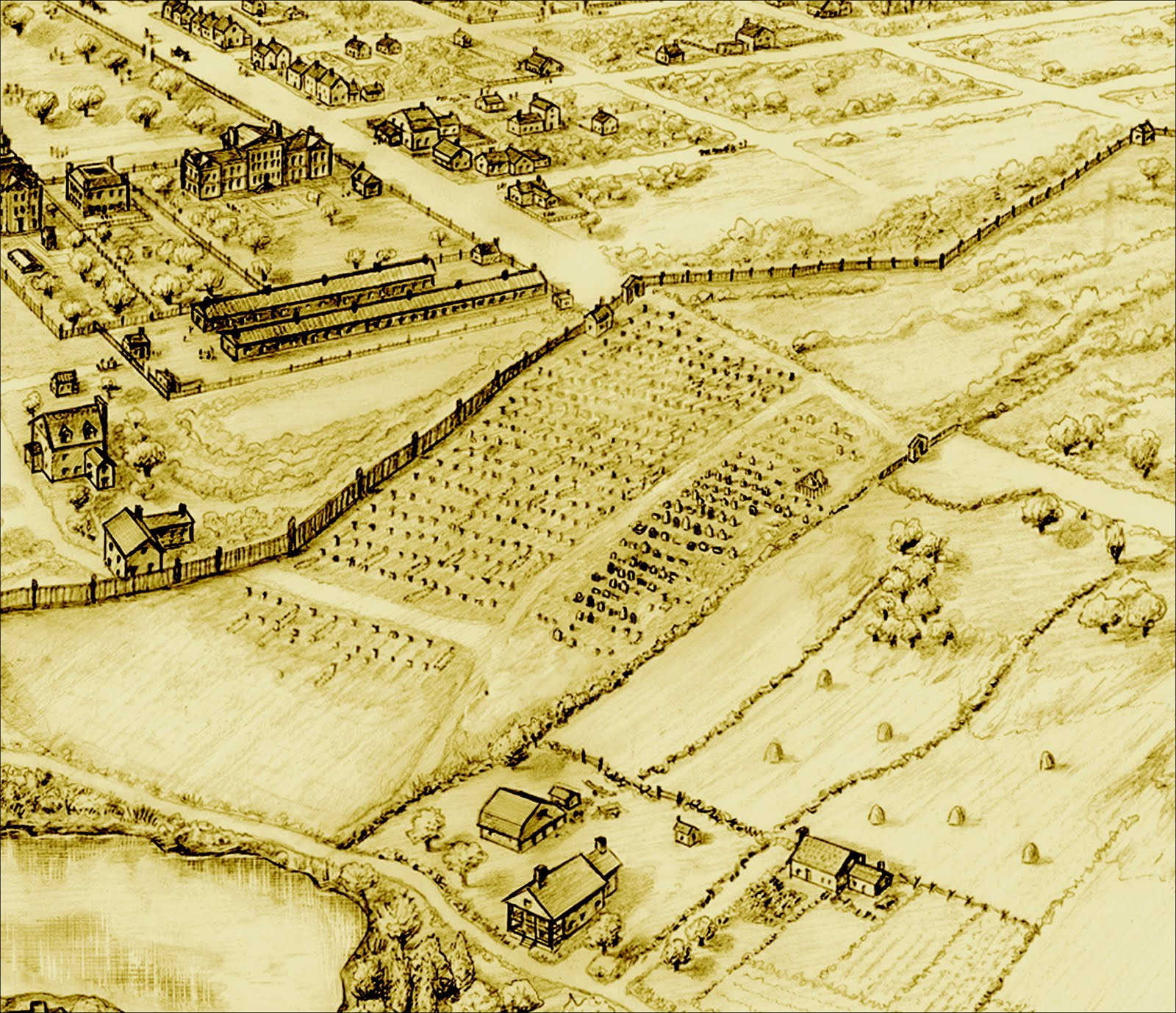
"مقبرة الزنوج" بالقرب من ، باتجاه الجنوب (خريطة حوالي عام 1760)

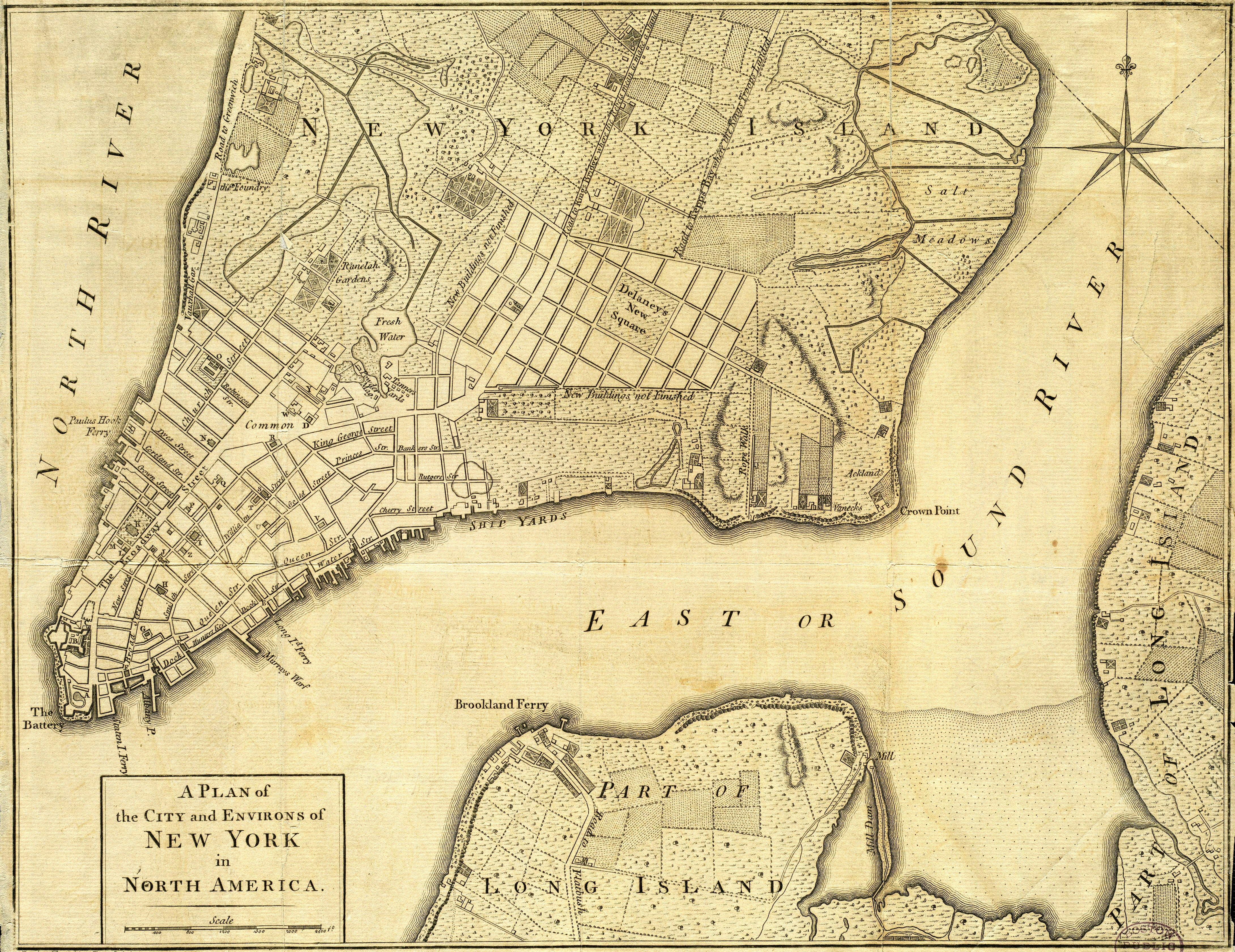
خريطة عام 1776 لمدينة نيويورك والمناطق المحيطة بها (مُسماة جزيرة نيويورك بدلاً من مانهاتن) كانت مقبرة الزنوج تقع على بعد كتلتين تقريبًا جنوب غرب "المياه العذبة" [أي بركة كوليكت] الواقعة في الجزء العلوي الأيسر من الخريطة خارج حدود المدينة

### ما بعد الحرب الثورية
خلال الحرب الثورية، احتل البريطانيون مدينة نيويورك في صيف عام 1776 وحافظوا على سيطرتهم على المدينة حتى توقيع معاهدة باريس وغادروا في 25 نوفمبر 1783، وهو التاريخ الذي أصبح يُعرف بيوم الإجلاء. وكما هو الحال في بقية المستعمرات الثلاثة عشر، عرضت التاج الحرية على الشعوب المستعبدة التي هربت من أسيادها الوطنيين وفرت إلى الخطوط البريطانية. وفي نهاية المطاف تم إدراج 3000 من هؤلاء الأفراد في كتاب الزنوج ‏. لقد اجتذب هذا الوعد بالحرية آلاف العبيد إلى المدينة الذين فروا إلى الخطوط البريطانية. في عام 1781، عرض المجلس التشريعي في نيويورك حافزًا ماليًا لمالكي العبيد الموالين الذين أرسلوا عبيدهم إلى الخدمة العسكرية، ووعد بالحرية في نهاية الحرب للعبيد.[بحاجة لمصدر]
بحلول عام 1780، تضخم عدد المجتمع الأمريكي الإفريقي إلى حوالي 10000 في مدينة نيويورك، والتي أصبحت مركزًا للسود الأحرار في أمريكا الشمالية. ومن بين الذين فروا إلى نيويورك كانت ديبورا سكواش وزوجها هارفي، اللذين فرا من مزرعة جورج واشنطن في فيرجينيا. بعد انتهاء الحرب، وطبقًا للأحكام المتعلقة بالملكية في معاهدة باريس، طالب الأميركيون بعودة جميع العبيد السابقين الذين فروا إلى الخطوط البريطانية. رفض البريطانيون الطلب الأمريكي بشدة وقاموا بإجلاء 3000 من المحررين مع قواتهم في عام 1783 لإعادة توطينهم في نوفا سكوشا ومستعمرات بريطانية أخرى وإنجلترا. بدلاً من إعادة العبيد الذين وعدوا بحريتهم، توصل البريطانيون إلى اتفاق مع الأميركيين لتعويضهم مالياً عن كل عبد فقدوه. وتفرق المحررون الآخرون خارج المدينة لتجنب صائدي العبيد.[بحاجة لمصدر]
وبفضل عمليات التحرير الفردية بعد نهاية الحرب، أصبح حوالي ثلث السود في المدينة أحرارًا بحلول عام 1790. بلغ إجمالي عدد سكان المدينة 33.131 نسمة، وفقًا للتعداد الوطني الأول.
في عام 1799، أقر المجلس التشريعي للولاية قانونًا لإلغاء العبودية تدريجيًا مع القليل من المعارضة. على غرار قانون بنسلفانيا، نص هذا القانون على تحرير العبيد تدريجياً. كان الأطفال الذين ولدوا لأمهات العبيد بعد 4 يوليو 1799 يعتبرون أحرارًا من الناحية القانونية، ولكن كان عليهم أن يخدموا كخدم متعاقدين مع سيد أمهم، حتى سن 28 عامًا بالنسبة للرجال و25 عامًا بالنسبة للنساء، قبل أن يحصلوا على الحرية الاجتماعية. حتى بلوغهم سن 21 عامًا، كانوا يعتبرون ملكًا لسيد الأم. ظل جميع العبيد الذين كانوا في عبودية قبل الرابع من يوليو عام 1799 عبيدًا مدى الحياة، على الرغم من إعادة تصنيفهم باعتبارهم "خدمًا متعاقدين".
في عام 1817، منح المجلس التشريعي في نيويورك الحرية لجميع الأطفال المولودين للعبيد بعد 4 يوليو 1799، بموجب قانون التحرير التدريجي، مع إلغاء العبودية بالكامل ليدخل حيز التنفيذ في 4 يوليو 1827. يُعرف يوم 4 يوليو الآن بيوم تحرير نيويورك، حيث تم تحرير أكثر من 10 آلاف عبد في ولاية نيويورك دون أي تعويض مالي لأصحابهم السابقين. خرج السود في مسيرة في مدينة نيويورك للاحتفال.
بموجب دستور نيويورك لعام 1777، كان على جميع الرجال الأحرار استيفاء شرط الملكية للتصويت، الأمر الذي أدى إلى استبعاد الرجال الأكثر فقراً من التصويت، سواء من السود أو البيض. في عام 1821، ألغى الدستور الجديد شرط الملكية بالنسبة للرجال البيض ‏، لكنه أبقاه بالنسبة للسود، واستمر فعليًا في حرمانهم من حق التصويت. استمر هذا الوضع حتى صدور التعديل الخامس عشر لدستور الولايات المتحدة في عام 1870.
لقد أصبح التاريخ المبكر للسود الأحرار والعبيد في مدينة نيويورك طاغياً بسبب موجات الهجرة من أوروبا في منتصف وأواخر القرن التاسع عشر، والتي أدت إلى زيادة عدد السكان بشكل كبير وأضافت إلى التنوع العرقي. بالإضافة إلى ذلك، وصل معظم أسلاف السكان الأميركيين من أصل إفريقي في المدينة اليوم من الجنوب خلال الهجرة الكبرى في النصف الأول من القرن العشرين. في مدينة سريعة التغير، ضاع التاريخ الاستعماري والفيدرالي المبكر للأمريكيين من أصل إفريقي.

## تاريخ الموقع

### مقبرة نيجروس
كان موقع المقبرة المستخدمة لسكان مدينة نيويورك في أواخر القرن السابع عشر يقع في ما يُعرف الآن بالمقبرة الشمالية ‏ لكنيسة الثالوث (التابعة للكنيسة الأنجليكانية / كنيسة إنجلترا – الكنيسة الأسقفية في الولايات المتحدة الأمريكية اليوم). كان المقبرة العامة مفتوحة للجميع مقابل رسوم، بما في ذلك الأفارقة المستعبدين. تم دفن بعض العبيد المتوفين جنوب المقابر العامة لتجنب الرسوم. كان السور في هذه المنطقة يمتد باتجاه الشمال الشرقي من الزاوية الحالية لشارع برودواي وشارع تشامبرز إلى ساحة فولي ‏؛ الشارع العريض في أعلى اليمين (الجنوب الغربي) هو شارع برودواي.
بعد إنشاء كنيسة الثالوث ككنيسة أبرشية في عام 1697، بدأ رئيس الكنيسة في السيطرة على الأراضي في مانهاتن السفلى، بما في ذلك مقابر الدفن العامة الموجودة. عندما اشترت كنيسة ترينيتي الأرض في وول ستريت وبرودواي لبناء كنيستها، أصدرت قرارًا في 25 أكتوبر 1697:
أنه بعد انقضاء أربعة أسابيع من تاريخ هذا القرار، لا يجوز دفن أي زنجي داخل حدود فناء كنيسة الثالوث، أي في الجزء الخلفي من مكان الدفن الحالي، وأنه لا يجوز لأي شخص أو زنجي على الإطلاق، بعد انقضاء المدة المحددة أعلاه، أن يقوم بقطع أي أرض لدفن زنجيه، حيث أنهم سيتحملون المسؤولية عن ذلك، وأن يتم نشر هذا الأمر على الفور.
"لم يتضمن ""الجزء الخلفي من مكان الدفن الحالي" "مقبرة المدينة (الآن ساحة الكنيسة الشمالية) ‏". وقد تقدمت الكنيسة بطلب للسيطرة على هذا المقبرة، وهو ما تم منحه من قبل مقاطعة نيويورك الاستعمارية في 22 أبريل 1703.
وقد استلزم هذا الحظر المفروض على دفن الأشخاص ذوي الأصول الإفريقية البحث عن منطقة أخرى مقبولة لدى السلطات الاستعمارية. كان ما سيصبح "مقبرة الزنوج" يقع في ما كان يُعرف آنذاك بضواحي المدينة المتقدمة، شمال شارع تشامبرز الحالي مباشرةً وغرب بركة كوليكت ‏ السابقة (التي أصبحت فيما بعد فايف بوينتس ). كانت المنطقة جزءًا من منحة أرض صدرت لكورنيليوس فان بورسوم نيابة عن زوجته سارة رويلوفس (1624–1693) مقابل خدماتها كمترجمة بين مدينة نيويورك ومختلف القبائل الأمريكية الأصلية في المنطقة، مثل لينابي ووابينجر. ظلت الأرض جزءًا من ممتلكاتها حتى أواخر تسعينيات القرن الثامن عشر، عندما تم رفع المستوى عن طريق مكب النفايات تحسبًا للتطوير، وتم تقسيم الأرض إلى قطع بناء.
تم تصنيف هذه المنطقة التي تبلغ مساحتها 6.6 فدانًا على الخرائط القديمة باسم "مقبرة الزنوج"، وتم تسجيل استخدامها لأول مرة حوالي عام 1712 لدفن العبيد والمحررين من أصل إفريقي. ربما يعود تاريخ عمليات الدفن الأولى إلى أواخر تسعينيات القرن السابع عشر بعد أن حظرت مدينة ترينيتي دفن الأفارقة في مقبرة المدينة السابقة. كانت منطقة المقبرة تقع في واد ضحل محاط بتلال منخفضة من الشرق والجنوب والغرب، والتي كانت تحيط بالشاطئ الجنوبي لبركة كوليكت ‏ وبركة ليتل كوليكت. كانت المقبرة تقع خارج السياج الذي يمثل الحدود الشمالية للمدينة. كان السور الحديدي في هذه المنطقة يمتد باتجاه الشمال الشرقي من الزاوية الحالية لشارع برودواي وشارع تشامبرز إلى ساحة فولي ‏ بعد أن توسع باتجاه الشمال، وهو مماثل في الشكل والوظيفة للسور الحديدي السابق في وول ستريت. أدى الكشف عن قيام الأطباء وطلاب الطب باستخراج الجثث بشكل غير قانوني من هذه المقابر لتشريحها إلى اندلاع أعمال شغب الأطباء عام 1788.

### اكتشاف الموقع والجدل

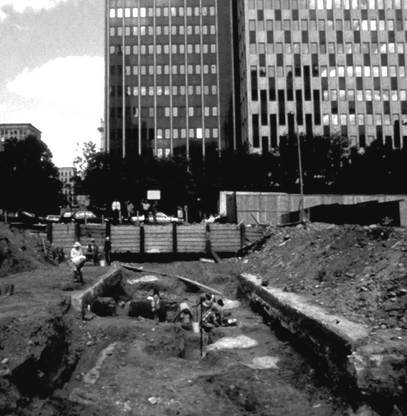
حفريات الدفن الإفريقية في نيويورك عام 1991

في 8 أكتوبر 1991، أعلنت إدارة الخدمات العامة الفيدرالية (GSA) عن اكتشاف 8 مدافن سليمة أثناء المسح الأثري والحفريات (التي بدأت في مايو 1991) لبناء مبنى مكتب فيدرالي جديد بقيمة 275 مليون دولار مخطط له في 290 برودواي بين شارعي ريد ودوان. كان من المقرر أن يُعرف المبنى فيما بعد باسم مبنى تيد وايس الفيدرالي ‏، نسبةً إلى النائب الأمريكي المتوفى تيد وايس من نيويورك. بموجب المادة 106 من قانون الحفاظ على التراث التاريخي الوطني، يتعين على الحكومة الفيدرالية تحديد وتقييم الوجود التاريخي للموقع قبل البناء على الأرض. كانت الوكالة قد أعدت بيان الأثر البيئي قبل شراء الموقع، لكن المسح الأثري توقع عدم العثور على بقايا بشرية بسبب التاريخ الطويل للتنمية الحضرية في تلك المنطقة.
بعد الإعلان عن اكتشاف أولى المدافن السليمة، ساور الجالية الأمريكية من أصل إفريقي قلق بالغ. ومع ارتفاع تكاليف البناء، حاولت إدارة الخدمات العامة (GSA) مواصلة أعمال التنقيب والبناء في الموقع. ورأى المجتمع أنه لم يُستشار بشكل كافٍ، وأن طبيعة الاكتشافات لم تُراعَ. ورأوا أن اكتشافات الدفن تتطلب تصميمًا أفضل لمشروع أثري لحماية ودراسة البقايا.

#### الاحتجاجات
في البداية، خططت إدارة الخدمات العامة لاسترجاع كامل الآثار المتبقية كإجراء للتخفيف الكامل من آثار مشروع البناء الخاص بها على أرض الدفن. وفي غضون عام، قامت فرقها بإزالة رفات 419 شخصًا من الموقع، ولكن أصبح من الواضح أن مدى أرض الدفن كان كبيرًا جدًا بحيث لا يمكن التنقيب عنه بالكامل. في عام 1992، نظم النشطاء احتجاجًا في الموقع حول تعامل إدارة الخدمات العامة مع قضية الدفن، وخاصة عندما وجد أن بعض المدافن السليمة قد تحطمت أثناء أعمال الحفر في جزء من الموقع. أوقفت إدارة الخدمات العامة أعمال البناء حتى يتم تقييم الموقع بشكل شامل. وقد وفرت تمويلاً إضافياً لإجراء المزيد من الحفريات الأثرية للكشف عن أي جثث أخرى في الموقع وتقييم البقايا. يقع الموقع بين مبنى بلدية مدينة نيويورك والمحاكم الفيدرالية، وكان له قيمة رمزية. "إن "عدم وضوح" التاريخ الأسود في مدينة نيويورك يفسر جزئيًا أهمية موقع فولي سكوير"؛ حيث كان النشطاء يأملون في إيجاد وسيلة هناك لمعالجة "الظلم وعدم التوازن في السجل التاريخي، وإعطاء صوت للمظلومين".
على الرغم من أن علماء الآثار درسوا الموقع والبقايا لمدة تقرب من اثني عشر عامًا، إلا أن منتقدي مشروع البناء اعتقدوا أن تصميم البحث الأثري الأصلي لإدارة الخدمات العامة كان غير كافٍ، لأنه لم يتطلب خطة لمعالجة البقايا المكتشفة. بالإضافة إلى ذلك، لم يتم التشاور مع المجتمع ذو الأصول الإفريقية في مدينة نيويورك في تطوير تصميم البحث، ولم يتم التشاور مع أي علماء آثار لديهم خبرة في دراسة الشتات الإفريقي، على الرغم من أن إدارة الخدمات العامة وزعت بيان الأثر الأثري على أكثر من 200 وكالة محلية وحكومية وأصحاب المصلحة، وقد أوصت المدينة بالعديد منهم. في المراحل المبكرة من المشروع، أصدر مسؤولو إدارة الخدمات العامة الوطنية واللجان الكونجرسية ذات الصلة توجيهات باستمرار أعمال الحفر والبناء.
تم تعزيز الرقابة على المشروع من قبل أصحاب المصلحة، مثل المجلس الاستشاري للحفاظ على التراث التاريخي ‏ ونشطاء المجتمع. بعد الاحتجاجات المستمرة من تحالف من أعضاء المجتمع والسياسيين والعلماء، عقدت اللجنة الفرعية للأشغال العامة في مجلس النواب في عام 1992 جلسات استماع بشأن ميزانية إدارة الخدمات العامة في نيويورك، حيث استمعت إلى شهادات من مجموعة واسعة من منتقدي تعامل إدارة الخدمات العامة مع المشروع واستمعت أيضًا إلى مدير إدارة الخدمات العامة. لقد حدثت عدة تغييرات. تم نقل السيطرة على موقع الدفن من شركة أثرية في المدينة إلى عالم الأنثروبولوجيا الفيزيائية مايكل بلاكي ‏ وفريقه في جامعة هوارد، وهي كلية سوداء تاريخية في واشنطن العاصمة، للدراسة في مختبر مونتاجو كوب للأنثروبولوجيا البيولوجية. وقد ضمن هذا مشاركة الطلاب الأميركيين من أصل إفريقي في دراسات بقايا أسلافهم العرقيين.

#### آثار الاحتجاجات

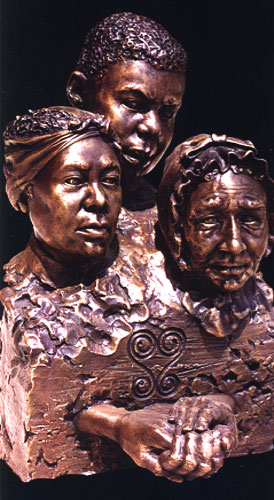
تم الكشف عنها (2002) – تمثال برونزي للفنان فرانك بيندر يعتمد على عمليات إعادة بناء الوجوه الجنائية لثلاثة هياكل عظمية سليمة تم استخراجها من مقبرة إفريقية.

بفضل نشاط المجتمع الأمريكي الإفريقي إلى حد كبير، أقر الكونجرس الأمريكي، وفي 6 أكتوبر 1992، وقع الرئيس جورج بوش الأب على قانون رقم 5488 "قانون مخصصات الخزانة والخدمة البريدية والحكومة العامة" (الذي أصبح القانون العام 102–393) والذي أمر إدارة الخدمات العامة بالتوقف فورًا عن البناء والتنقيب الأثري واستخراج الهياكل العظمية في جزء الجناح من مبنى تيد فايس الفيدرالي (حيث تم العثور على الرفات) وتخصيص 3 ملايين دولار لتعديل أساس الجناح ومنع المزيد من التدهور في أرض الدفن وإحياء ذكرى الموقع. تم إزالة الجزء الجنوبي من المبنى، والذي كان من المقرر بناؤه على قطعة الأرض بجوار شارعي Duane وElk، لتوفير مساحة كافية للنصب التذكاري.
بالإضافة إلى ذلك، قام النشطاء بالضغط من أجل منح هذه المقبرة مكانة تاريخية، وجمعوا 100 ألف توقيع لإرسالها إلى وزارة الداخلية الأمريكية. في 19 أبريل 1993، 0.34 أكر (1,400 م2) تم إدراج من مقبرة إفريقية في السجل الوطني للأماكن التاريخية (رقم 93001597) وأصبحت معلمًا تاريخيًا وطنيًا. نظرًا لأهميتها، اقترحت إدارة الخدمات العامة التخفيف الجزئي للآثار السلبية على أرض الدفن الناتجة عن بناء 290 برودواي، من خلال تنفيذ برامج تحليل البيانات، والتنظيم، والتثقيف. وكان هناك أيضًا دعم متزايد لإنشاء متحف في الموقع لتفسير تجربة وتاريخ الأمريكيين من أصل إفريقي في نيويورك. وقد حظي الاكتشاف والجدل الطويل باهتمام وسائل الإعلام الوطنية، مما أدى إلى زيادة الاهتمام والوعي بمشاريع الآثار العامة. قالت تيريزا سينجلتون ‏، عالمة الآثار في مؤسسة سميثسونيان،
لقد خلق التغطية الإعلامية جمهورًا وطنيًا أوسع لهذا النوع من الأبحاث. اتصل بي عشرات الباحثين والعلماء، جميعهم مهتمون بعلم الآثار الأمريكي الإفريقي، وجميعهم فضوليون بشأن سبب قلة معرفتهم بهذا المجال. حتى وقت قريب، كان بعض الباحثين السود يعتبرون علم الآثار الأمريكي الإفريقي مضيعة للوقت. لكن هذا تغير الآن.
لقد تعلمت الحكومة والمطورون من القطاع الخاص عن الحاجة إلى "إشراك المجتمعات المنحدرة من أصل إفريقي في عمليات الحفر الخاصة بهم، وخاصة عندما يتعلق الأمر بالبقايا البشرية". وقد سلطت النتائج التي تم العثور عليها في أرض الدفن الضوء بالفعل على بعض خسائر العبودية، حيث لم يتم الاعتراف بالأمريكيين من أصل إفريقي مؤخرًا كجزء رئيسي من تاريخ نيويورك المبكر حتى ذلك الحين. وكما كتب الصحفي إدوارد روثستاين ‏، "من بين الندوب التي خلفها إرث العبودية، فإن أحد أعظمها هو الغياب: أين النصب التذكارية، والمقابر، والهياكل المعمارية أو الملاذات القوية التي توفر عادة الأساس لذاكرة الشعب؟"

### دراسات الموقع

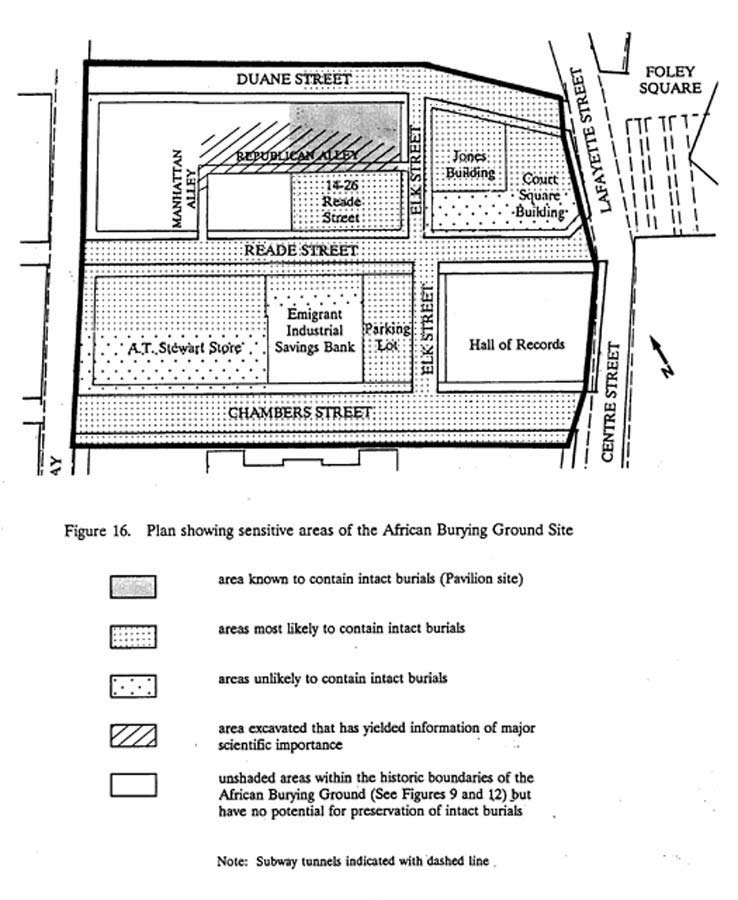
خريطة توضح المنطقة التي تم التنقيب فيها والموقع المحتمل للمدافن السليمة

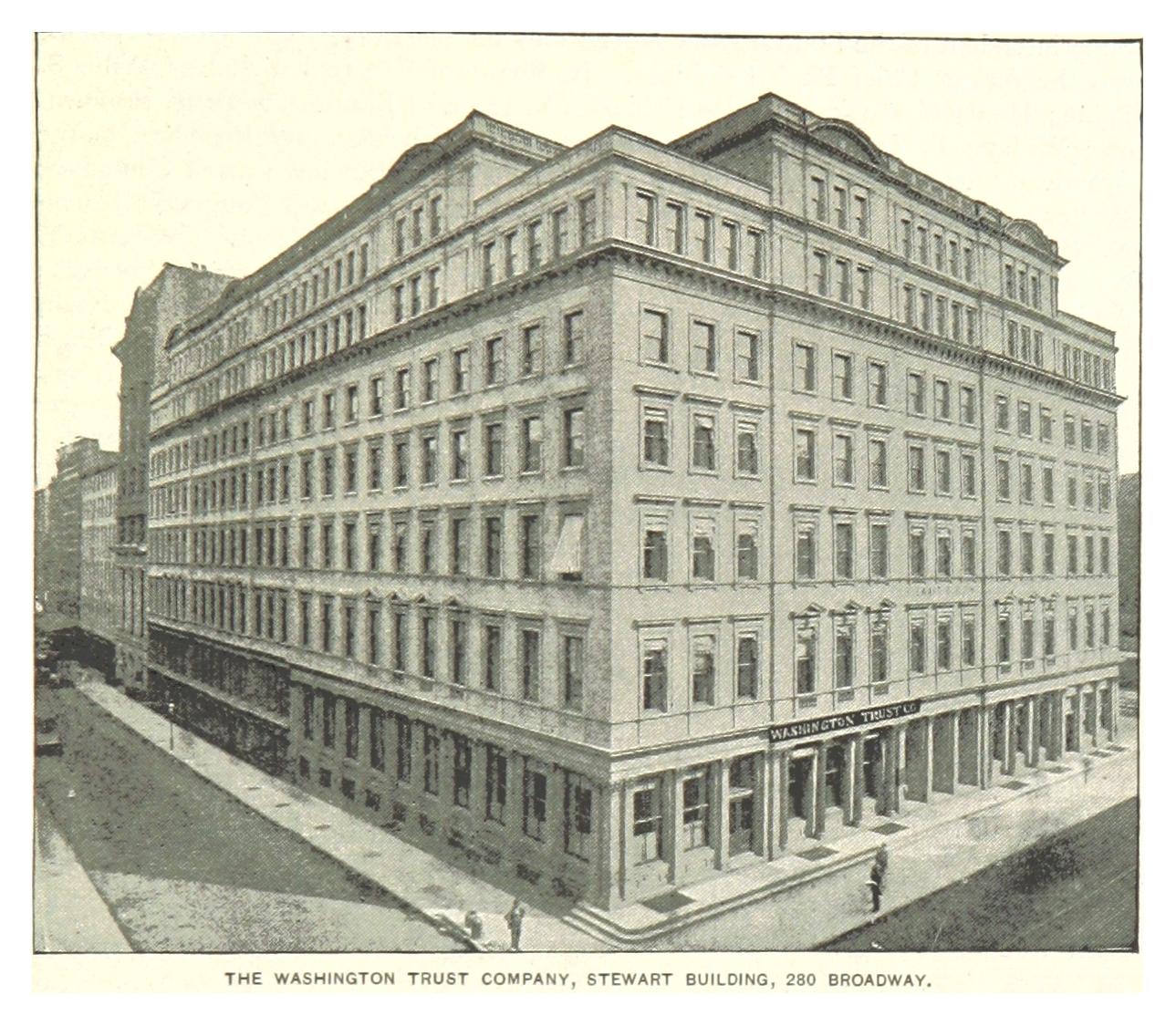
280 برودواي، مبنى إيه تي ستيوارت

عُثر في الموقع على رفات سليمة لـ 419 رجلاً وامرأة وطفلاً من أصل إفريقي، حيث دُفنوا بشكل فردي في صناديق خشبية. لم تكن هناك أي عمليات دفن جماعية. كان نصفهم تقريبًا من الأطفال دون سن الثانية عشرة، مما يشير إلى ارتفاع معدل الوفيات في ذلك الوقت. يُقدر المؤرخون وعلماء الأنثروبولوجيا أنه على مر العقود، دُفن ما بين 15،000 و20،000 إفريقي في مانهاتن السفلى. وقد خلصوا إلى أن هذه المقبرة كانت أكبر مقبرة في العصر الاستعماري للأفارقة المستعبدين. كما أنها "ربما تكون أكبر وأقدم مجموعة من بقايا الاستعمار الأمريكي لأي مجموعة عرقية". وتضمنت بعض المدافن عناصر تتعلق بالأصول الإفريقية وممارسات الدفن.
وقد اعتُبر عمل التنقيب ودراسة البقايا "أهم مشروع أثري حضري تاريخي تم تنفيذه في الولايات المتحدة". وتمثل هذه البقايا ما يقدر بعشرات الآلاف من الأشخاص في المقبرة وتاريخيًا في نيويورك، وتمثل الدور "الحاسم" الذي لعبه الأفارقة في "تشكيل وتنمية هذه المدينة، وبالتالي الأمة".
ونتيجة للمشاركة العامة، حدد فريق جامعة هوارد أربعة أسئلة كان المجتمع يأمل في الحصول على إجابات لها من خلال دراسات البقايا:
- الخلفية الثقافية وأصول سكان المقابر؛
- التحولات الثقافية والبيولوجية من الهويات الإفريقية إلى الهويات الأمريكية الإفريقية؛
- جودة الحياة الناجمة عن الاستعباد في الأمريكتين؛
- وأساليب مقاومة الاستعباد.[27]

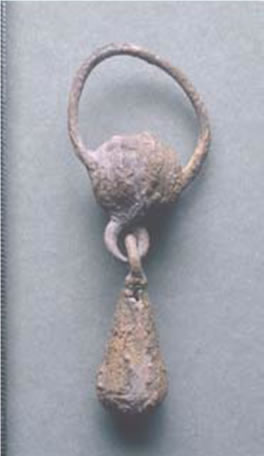
قلادة فضية تم العثور عليها أثناء تنظيف المختبر لبقايا الهيكل العظمي للدفن 254 – طفل يتراوح عمره بين 3½ إلى 5½ سنة.

قبل تشييد النصب التذكاري، تعرضت المقبرة لقدر هائل من سوء المعاملة. عثر علماء الآثار على كمية كبيرة من النفايات الصناعية والسيراميك أثناء التنقيب في الموقع. وخلص علماء الآثار إلى أن المقبرة كانت تُستخدم كمكب نفايات من قبل الأوروبيين خلال القرن الثامن عشر. كما تعرضت المقبرة أيضًا لسرقة القبور والنهب خلال هذا الوقت. في أبريل 1788، انتشرت أعمال شغب الأطباء في جميع أنحاء مدينة نيويورك. قاد أعمال الشغب أطباء كانوا يسرقون الجثث من القبور لدراستها حيث كان المعروض من الجثث الطبية منخفضًا للغاية. جاء العديد من هذه الجثث المسروقة من مقبرة الأفارقة. كانت هناك تكهنات بأن الأراضي لم تكن تتعرض للنهب فحسب، بل كانت مكتظة بسبب دفن الجثث غير المطالب بها في مكان الرفات المسروقة.
وقد تم دفن بعض الأشياء مع الجثث، كجزء من الطقوس الشخصية والثقافية. ومن الأمثلة على ذلك القلادة الفضية الموضحة على اليمين. أظهرت بعض الرؤوس أسنانًا ملفوفة، وهي زخارف طقسية إفريقية. أجرت جامعة هوارد دراسات الطب الشرعي، لتقييم البقايا من حيث التغذية والأمراض ومؤشرات الظروف المعيشية العامة للعبيد الأفارقة والسود الأحرار.
بعد الانتهاء من دراسات جامعة هوارد، تم وضع الهياكل العظمية الـ419 في بستان إعادة الدفن للأجداد هنا في 4 أكتوبر 2003، في احتفال تضمن "طقوس العودة للأجداد". تم وضعهم في توابيت خشبية منحوتة يدويًا مصنوعة في غانا ومبطنة بقطعة قماش كينتي، والتي تم وضعها في 7 قبور ودفنها في 7 تلال دفن مع توجيه الرؤوس نحو الغرب. كان "الاحتفال التذكاري شاملاً ودوليًا في نطاقه، وتم تنظيمه من قبل إدارة الخدمات العامة ومركز شومبورج للأبحاث في الثقافة السوداء" التابع لمكتبة نيويورك العامة. امتد هذا النصب التذكاري العاطفي إلى عدة مدن بما في ذلك واشنطن العاصمة، وبالتيمور، وفيلادلفيا، ونيوارك، وأخيرًا مانهاتن. حضر الآلاف مراسم إعادة الدفن والاحتفال.

## النصب التذكاري

### البناء والتفاني
أجرت إدارة الخدمات العامة مسابقة تصميم للنصب التذكاري للموقع بالتشاور مع أصحاب المصلحة ونشطاء المجتمع، وجذبت أكثر من 60 اقتراحًا. تم اختيار تصميم النصب التذكاري الفائز، من قبل رودني ليون ‏ ونيكول هولانت دينيس ‏، في أبريل 2005. كان مهندس المناظر الطبيعية الثقافي للنصب التذكاري هو شركة إليزابيث كينيدي لهندسة المناظر الطبيعية.
يتكون النصب التذكاري من عنصرين: النصب التذكاري 24-قدم (7.3 م) الغرفة الأجدادية الطويلة ودائرة الشتات الكبيرة. يمثل ارتفاع الغرفة الأصلية عمق القبور المكتشفة. تتكون الغرفة الأصلية من الجرانيت الأخضر فيردي فونتين من إفريقيا، كما أن رمز سانكوفا المحفور على شكل قلب من غرب إفريقيا يعني "التعلم من الماضي للاستعداد للمستقبل". تتضمن دائرة الشتات خريطة لمنطقة المحيط الأطلسي في إشارة إلى الممر الأوسط ‏، الذي تم من خلاله نقل العبيد من إفريقيا إلى أمريكا الشمالية. تم بناؤه من الحجر من إفريقيا وأمريكا الشمالية، ليرمز إلى اجتماع العالمين معًا. باب العودة، يشير إلى " باب اللاعودة "، وهو الاسم الذي أُطلق على موانئ العبيد التي أنشئت للمشاركة مع مؤسسة العبودية المحلية القديمة على ساحل غرب إفريقيا، والتي نُقل منها العديد من الناس بعد بيعهم من قبل زعمائهم الأصليين، ولم يروا وطنهم مرة أخرى. تم تصميم النصب التذكاري لإعادة ربط الأمريكيين من أصل إفريقي بأصول أسلافهم.
في 27 فبراير 2006، وقع الرئيس جورج دبليو بوش إعلانًا يحدد موقع الدفن باعتباره النصب التذكاري الوطني رقم 123. وأعلنت الحكومة الفيدرالية أيضًا عن خطط لبناء نصب تذكاري بقيمة 8 ملايين دولار في الموقع. تم نقل المقبرة إلى نطاق السلطة التشغيلية لدائرة المتنزهات الوطنية باعتبارها الوحدة رقم 390. تم افتتاح النصب التذكاري في 5 أكتوبر 2007، في حفل ترأسه رئيس البلدية مايكل بلومبرج والشاعرة مايا أنجيلو. وكجزء من مراسم التكريس، قامت المدينة رسميًا بتغيير اسم شارع إلك إلى طريق الدفن الإفريقي.
في عام 2016، قدم دان هوج، الرئيس التنفيذي لشركة هوج، عرضًا بقيمة 34.3 مليون دولار ومقترح تطوير لشراء 22 شارع ريد ومقابر المدينة إلى مدينة نيويورك. كانت مجموعة العطاءات الأمريكية الإفريقية بقيادة دان هوج، الرئيس التنفيذي لشركة التطوير المملوكة للأمريكيين الأفارقة شركة هوغ؛ ومهندس النصب التذكاري لمقبرة الدفن، رودني ليون؛ وديفيد بيزي، الرئيس التنفيذي لشركة التطوير الإيطالية، شركة بيزي وشركاه للتطوير.

### مركز الزوار

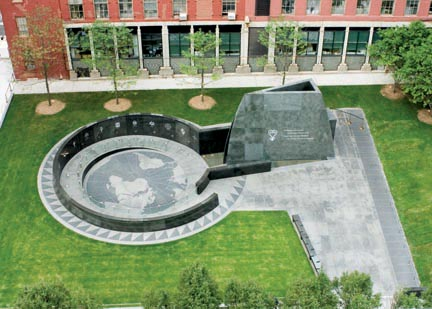
منظر جوي للنصب التذكاري الوطني للدفن الإفريقي. تحتوي التلال الموجودة على اليمين على بقايا تم إعادة دفنها.

في 27 فبراير 2010، تم افتتاح مركز زوار النصب التذكاري الوطني لمقبرة الأفارقة في مبنى تيد فايس الفيدرالي في 290 برودواي، والذي تم بناؤه على جزء من الموقع الأثري. ويضم مركز الزوار معرضًا دائمًا بعنوان "استعادة تاريخنا" يسلط الضوء على أهمية موقع الدفن. تم تصميم هذا العمل الفني بواسطة أميز ديزاين، وهو عبارة عن لوحة بالحجم الطبيعي من تصميم ستوديو إي آي إس ‏ تصور جنازة مزدوجة لشخص بالغ وطفل. وتستكشف أجزاء أخرى من المعرض حياة العمل للأفارقة في نيويورك في وقت مبكر وارتباطهم بالتاريخ الوطني، فضلاً عن نجاح المجتمع في أواخر القرن العشرين في الحفاظ على أرض الدفن. ويضم مركز الزوار مسرحًا يتسع لـ 40 شخصًا ومتجرًا. تدير خدمة المتنزهات الوطنية مركز الزوار وتنظم معارض وفعاليات ثقافية مختلفة في الموقع على مدار العام.

## الإرث
بالإضافة إلى حصول الموقع على العديد من التسميات كمعلم تاريخي، فإن اكتشافات مقبرة الأفارقة قد غيرت التفكير في التاريخ الأمريكي الإفريقي المبكر في نيويورك والبلاد. وقد تم نشر العديد من الكتب الجديدة حول هذا الموضوع. في عام 2005، أقامت جمعية نيويورك التاريخية أول معرض لها على الإطلاق عن العبودية في نيويورك؛ وتم تمديد فترة المعرض المخطط لها لمدة ستة أشهر إلى عام 2007 بسبب شعبيته.
عندما تم افتتاح مركز الزوار في المقبرة في عام 2010، كتب إدوارد روثستاين،
وقد حدث تعديل في الفهم الشعبي لتاريخ العبودية في مدينة نيويورك، وهو ما يتضح في العديد من الكتب الحديثة وسلسلة رائعة من المعارض في الجمعية التاريخية في نيويورك. في القرن الثامن عشر، ربما شكل العبيد ربع القوة العاملة في نيويورك، مما جعل هذه المدينة واحدة من أكبر المراكز الحضرية التي تضم العبيد في المستعمرات.

## للقراءة الإضافية
- Blakey, M.L. 1997. The New York African Burial Ground Project: an examination of enslaved lives, a construction of ancestral ties, Briefing prepared for the Sub-commission on Prevention of Discrimination and Protection of Minorities Commission on Human Rights, United Nations. Delivered at the Palais des Nations, Geneva Switzerland, August 19.
- Blakely, M.L. 1996. "Howard University research reaches a new plateau," Newsletter of the African Burial Ground and Five Points Archaeological Project, 1 (10):3–7.
- Epperson, T.W. 1997. "The politics of "race" and cultural identity at the African Burial Ground excavations, New York City," World Archaeological Bulletin, 7:108–117.
- Foote, T.W., M. Carey, J. Giesenberg-Haag, J. Grey, K. McKoy, and C. Todd. 1993. "Report on Site-Specific History of Block 154," Written for the African Burial Ground Research Project. New York.
- Gathercole, P. and D. Lowenthal, eds. 1994. The Politics of the Past, New York: Routledge.
- Gero, J. and M.W. Conkey. 1993a. Engendering Archaeology: Women and Prehistory, Basil Blackwell.
- Gero, J. and M.W. Conkey. 1993b. "Tensions, pluralities and engendering archaeology," In Gero, J. and M.W. Coney, ed. Engendering Archaeology: Women and Prehistory, pp. 3–31. Basil Blackwell.
- Howson, J.E. 1992. "The Foley Square Project: An 18th century cemetery in New York City," African American Archaeology, Newsletter No. 6, Spring. pp. 3–4.
- Jaffe, S.H. 1995. " 'This Infernal Traffic': New York Port and the illegal slave trade." Seaport: New York's History Magazine 29 (3):36–37.
- Jamieson, R.W. 1995. "Material culture and social death: African-American burial practices," Historical Archaeology, 29 (4):39–58.
- جيل ليبور, New York Burning: Liberty, Slavery and Conspiracy in Eighteenth-Century Manhattan (Knopf, 2005), about the 1741 slave revolt
- Perry, W. and R. Paynter. "Epilogue: Artifacts, Ethnicity and the Archaeology of African Americans," In Singleton, T., ed. We Too Are America: Essays in African American Archaeology, Charlottesville, VA: University Press of Virginia.
- Satchel, M. 1997. "Only remember us: skeletons of slaves from a New York grave bear witness," U.S. News and World Report, July 28:51 and 54.
- Singleton, T.A. 1995. "The Archaeology of Slavery in North America," in Annual Review of Anthropology, Vol. 24, pp. 119–140.
- Taylor, R. 1992. "Land of the blacks," Newsday (New York), February 6, 1992, p. 60.
- Thompson, R.F. 1983. Flash of the Spirit: African and Afro-American Art and Philosophy, New York: Vintage.
- White, S. 1988. "We dwell in safety and pursue our honest callings: free blacks in New York City, 1783–1810," The Journal of American History, 75 (2):445–470.
- Will, G. 1991. "Salvage archaeology in Manhattan offers a perspective about America," Hartford Courant.
- Wilson, S. 1996. Citations on the New York African Burial Ground 1991–1996, (3rd Ed.) Compiled by the Office of Public Education and Interpretation of the African Burial Ground. New York City.

## وصلات خارجية
- النصب التذكاري الوطني للدفن الإفريقي – الموقع الرسمي لهيئة المتنزهات الوطنية
- التقارير النهائية – النسخ الإلكترونية للتقارير النهائية لمشروع المقابر الإفريقية
- مقبرة إفريقية، معلومات للزوار وجولة سيرًا على الأقدام، ميناء نيويورك والحدائق
- مقبرة إفريقية نسخة محفوظة 20 فبراير 2013 على موقع واي باك مشين. الموقع الإلكتروني لإدارة الخدمات العامة
- إم إيه إيه بي: رسم خريطة الماضي الأمريكي الإفريقي، جامعة كولومبيا
- إعلان رئاسي بشأن النصب التذكاري الوطني للدفن الإفريقي
- إعلان النصب التذكاري الوطني، دائرة المتنزهات الوطنية